# 10952 Фоґельсберґ
10952 Фоґельсберґ (10952 Vogelsberg) — астероїд головного поясу, відкритий 24 вересня 1960 року.
Тіссеранів параметр щодо Юпітера — 3,209.